# Облога Дерпта (1558)
Штурм Дерпта — облога і взяття московськими військами міста Дерпт в липні 1558 під час Лівонської війни.
У місті Дерпт був двотисячний гарнізон під командуванням єпископа Германа Вейланда. 11 липня 1558 року московські війська під керівництвом воєводи Петра Шуйського розпочали облогу міста Дерпт. Росіяни спорудили високий вал нарівні зі стінами фортеці, з якого точився артилерійський обстріл міста.
15 липня Шуйський запропонував єпископу здатися, а за три дні місто капітулювало.
Незважаючи на успіх, за результатами перемир'я місто Московією було втрачене.